# Schwanzfleckbuntbarsch
Der Schwanzfleckbuntbarsch (Mayaheros urophthalmus) kommt in Mittelamerika in Flüssen, die in die Karibik münden, und in Mangrovensümpfen vor. Das natürliche Verbreitungsgebiet umfasst das südliche Mexiko (Tabasco und Yucatán), Belize, das nordöstliche Guatemala, das nördliche Honduras und das nordöstliche Nicaragua. Nach Florida und Singapur wurde die Art vom Menschen eingeführt.

## Merkmale
Der Schwanzfleckbuntbarsch gehört zu den größer werdenden Buntbarschen und kann eine Länge von 20 bis fast 40 cm erreichen. Sein Körper ist oval und seitlich abgeflacht, sein Kopf zum endständigen Maul hin spitz zulaufend. Die Grundfärbung ist in den meisten Fällen gelbbraun bis graubraun. Zwischen Brustflossenansatz und Schwanzflossenbasis verlaufen sechs dunkle Querstreifen über die Körperseiten. Auf dem Schwanzstiel befindet sich ein großer, schwarzer und blaugrün umrandeter Augenfleck. Die Schwanzflosse und die weichstrahligen Abschnitte von Rücken- und Afterflosse sind meist mehr oder weniger rötlich. Kopf und Kehle sind insbesondere bei jüngeren Fischen rötlich. Da das Verbreitungsgebiet der Art relativ groß ist, kommt sie in unterschiedlichen Farbschlägen vor, die vom oben beschrieben abweichen können. Auch die Farbintensität der Querstreifen kann sehr unterschiedlich sein. Älterer Männchen entwickeln eine kräftiger ausgebildete Beflossung.

## Lebensweise
Der Schwanzfleckbuntbarsch lebt in Flüssen, Seen und Sümpfen, ausgewachsene Fische auch in Lagunen an der Karibikküste und tolerieren marine Wasserwerte. Die Buntbarsche ernähren sich carnivor von kleineren Fischen und größeren Wirbellosen. Sie betreiben Brutpflege, sind Offenbrüter und können sich sowohl im Süßwasser als auch im Brackwasser vermehren. Ein Gelege umfasst bis zu 600 Eier.

## Systematik
Die Buntbarschart wurde 1862 durch den deutschen Zoologen Albert Günther als Heros urophthalmus beschrieben. Typuslokalität ist der Petén-Itzá-See in Guatemala. Später wurde die Art unter anderem den Gattungen Nandopsis und Parapetenia zugeordnet, zuletzt Cichlasoma. Bei einer Revision von Cichlasoma durch den schwedischen Ichthyologen Sven O. Kullander wurde die Art jedoch aus Cichlasoma ausgegliedert. Da für diese Art und eine Reihe weiterer Buntbarscharten, die ursprünglich zu Cichlasoma gehörten, kein neuer Gattungsname zur Verfügung stand, wurde die Gattungsbezeichnung „Cichlasoma“ in Anführungsstrichen eine Zeit lang weiter verwendet. Im April 2016 führte ein Team tschechischer Ichthyologen für den Schwanzfleckbuntbarsch und seine Verwandten die Gattung Mayaheros ein. Der Schwanzfleckbuntbarsch wurde in bis zu 18 Unterarten unterteilt, die meisten von der Halbinsel Yukatan. Viele dieser Unterarten wurden mit Einführung der Gattung Mayaheros zu eigenständigen Arten, sieben der neuen Arten (Mayaheros alborum, M. cienagae, M. conchitae, M. mayorum, M. stenozonum, M. troschelii u. M. zebra) wurde der Artstatus aber zwei Jahre später schon wieder aberkannt.